# Palazzo Spinola-Celesia
Il palazzo Spinola-Celesia è un edificio sito in salita di Santa Caterina al civico 5 nel centro storico di Genova. L'edificio fu inserito nella lista dei palazzi iscritti ai Rolli di Genova.

## Storia e descrizione
Situato in prossimità della piazza realizzata dai Della Rovere, il palazzo viene ricordato dall'Anonimo del 1818 per la "bella facciata" sulla piazza.
Ricostruito nel XV secolo da Luciano Spinola compare per la prima volta nei rolli intestato a Oberto Spinola, mentre nelle due liste successive appare declassata alla terza posizione. Alla fine del XVIII secolo è annoverato tra le proprietà della famiglia Celesia; nel 1818 appartiene agli Oneto che lo conservano sino agli inizi del XX secolo.
Un intervento, collocabile nel XIX secolo, ha aggiunto un sopraluce rettangolare al portale seicentesco e creato il nuovo sistema distributivo, costituito dalla scala a due rampe con tromba illuminata da un lucernaio.
Oggi è destinato principalmente ad abitazioni.